# Andy Teirstein
Andy Teirstein (1957) is een Amerikaans componist.
Teirstein kreeg zijn muzikale opleiding van Henry Brant aan het Bennington College, en onder meer van David del Tredici aan het Graduate Center. Een belangrijke bijdrage werd ook gegeven door Leonard Bernstein. De muziek van Teirstein is niet onder één noemer te vangen. Hij schreef tot nu toe werken die als klassieke muziek te boek kunnen staan, maar ze kunnen even goed ingedeeld worden als folk-, ballet- en/of theatermuziek. Het geheel is wel geschoeid op de klassieke basis, maar als belangrijkste muziekinstrument kan gelden de fiddle in plaats van de klassieke viool. Zeker in de composities die in de categorie kamermuziek passen, valt de fiddle op (hij bespeelt het instrument zelf), die de muziek een folkachtig karakter geeft.
Muziek van Teirstein is inmiddels doorgedrongen tot de grote concertzalen van de Verenigde Staten zoals Carnegie Hall  en Lincoln Center.
Naast het beoefenen van allerlei varianten binnen de muziek, acteerde Teirstein ook in films en theaters. Hij speelde onder andere mee in Sophie's Choice (kleine rol: Bert) en op Broadway Barnum. Hij schreef ook filmmuziek.
In 2009 volgde de eerste compact disc gewijd aan zijn muziek onder de titel Open Crossings.

## Oeuvre (selectief)
- 1979: Scarecrow
- 1995: Maramures
- 1996: Suite
- 2000: Landscape Changing
- 2004: What is Left of Us
- 2005: Inventions
- 2005: Beyond the Mirror
- 2005: Kopanitza
- 2005: Inventions for six instruments
- 2005: The Welcome Table
- 2006: Throw People
- 2007: Three Movements for String Quartet and Folk Musician
- 2007: Turn Me Loose
- 2007: The Shooting of Dan McGrew
- 2009: Shapes in Brass
- 2010: Restless Nation (voor strijkkwartet)

### Dansmuziek
- 1995: Deadly Sins
- 1996: Rhapsody for Boy Soprano and Strings
- 1996: The Beast
- 1998: Parterre
- 2000: Hallelujah
- 2002: Uneasy Dances
- 2003: Harold and the Purple Crayon
- 2004: Who Will Roll Away the Stone
- 2004: Men in Suits
- 2004: Traces of Brush
- 2004: Accostumed to Travelling